# Armin Newerla
Armin Newerla (* 19. August 1946; † 24. Oktober 2015) war ein deutscher Rechtsanwalt.

## Tätigkeit als RAF-Anwalt
Newerla hatte Rechtswissenschaft an der Ruprecht-Karls-Universität Heidelberg studiert und war Rechtsanwalt in einer Kanzlei mit Klaus Croissant und Arndt Müller in Stuttgart, die im Stammheim-Prozess 1975 die Verteidigung von inhaftierten Mitgliedern der Rote Armee Fraktion (RAF) übernommen hatte. Zusammen mit seinem Kollegen Müller gehörte er zu den sogenannten „Reiseanwälten“ des von Croissant und Kurt Groenewold gegründeten „Internationalen Komitees zur Verteidigung politischer Gefangener in Westeuropa“, die auch die Funktion hatten, die Angeklagten in der Justizvollzugsanstalt Stuttgart häufig zu besuchen und dabei der Kommunikation der RAF dienende Schreiben, sogenannte Kassiber, sowie sonstige Gegenstände in die Zellen der Inhaftierten zu befördern.
Zu den Gegenständen, die sie zu den Stammheimer Angeklagten transportierten, zählten 650 Gramm Sprengstoff. Auch drei Pistolen ließen sie in den Hochsicherheitstrakt gelangen, angeblich ohne davon zu wissen. Wie das ehemalige RAF-Mitglied Volker Speitel, damals freier Mitarbeiter der Rechtsanwaltskanzlei, später enthüllte, wurde die Beförderung der Gegenstände über von ihm selbst präparierte Handakten bewerkstelligt, die als „Verteidigerpost“ getarnt war. Am 16. Februar 1977 wurde Newerla beim Schmuggel einer zwischen Aktenblättern eingeklebten Heizspirale ertappt, was einen Bußgeldbescheid der Stadt Stuttgart nach sich zog.
Am 30. August 1977 wurde Newerla zusammen mit seinem Mitarbeiter Hans-Joachim Dellwo, dem älteren Bruder des ehemaligen RAF-Mitglieds Karl-Heinz Dellwo, wegen des Verdachts der Unterstützung einer kriminellen Vereinigung durch die Polizei verhaftet, nachdem nach dem Buback-Anschlag und dem Ponto-Mord 70 Exemplare der RAF-Schrift „MOB“ in seinem Auto gefunden worden waren. Als die Strafverfolgung gegen ihn lief, ereignete sich am 18. Oktober 1977 die sogenannte Todesnacht von Stammheim, in der sich Andreas Baader, Gudrun Ensslin und Jan-Carl Raspe durch Suizid töteten, während Irmgard Möller ihren Suizidversuch schwerverletzt überlebte. Baader und Raspe hatten sich im Ergebnis einer anschließenden Untersuchung des Vorfalls mit eingeschmuggelten Pistolen erschossen.
Die Anklageschrift des Generalbundesanwaltes, die ihm Unterstützung einer terroristischen Vereinigung vorwarf, erging am 15. Juli 1978. Der Prozess begann am 10. September 1979. Das Urteil des Oberlandesgerichts Stuttgart vom 31. Januar 1980 erkannte ihn diesbezüglich für schuldig und verurteilte ihn zu einer Freiheitsstrafe von dreieinhalb Jahren und einem Berufsverbot als Rechtsanwalt von fünf Jahren. Einige Tage vor der Urteilsverkündung, am 22. Januar 1980, hatten Müller und Newerla in ihrem Strafverfahren gemeinsam den Antrag gestellt, zum Beweis der „Tatsache“, dass Ensslin, Baader und Raspe von fremder Hand getötet worden seien, die Präsidenten der Vereinigten Staaten und Frankreichs sowie die Regierungschefs des Vereinigten Königreichs und der Bundesrepublik Deutschland zu hören.
Seine Haftstrafe saß Newerla in einem Zellentrakt der Justizvollzugsanstalt Heidenheim ab, der seit 1977 „terroristensicher“ ausgebaut worden war, gemeinsam mit Croissant, der 1979 zu einer Freiheitsstrafe verurteilt worden war.